# Rezerwat przyrody Mszar Płociczno
Mszar Płociczno – rezerwat torfowiskowy o powierzchni 182,39 ha położony na terenie gminy Świedziebnia w województwie kujawsko-pomorskim. Leży w obrębie Górznieńsko-Lidzbarskiego Parku Krajobrazowego. Został utworzony na mocy zarządzenia Ministra Ochrony Środowiska, Zasobów Naturalnych i Leśnictwa z dnia 25 lipca 1997 roku.
Obejmuje obszar lasu i torfowisko na terenie podlegającym Nadleśnictwu Skrwilno. Przedmiotem ochrony jest roślinność torfowiskowa z licznymi gatunkami chronionymi. Obejmuje największy w tym rejonie kompleks torfowiska przejściowego z zanikającym jeziorkiem eutroficznym. Całość kompleksu otoczona jest lasami, wśród których dominują bory sosnowe i mieszane. W miejscach wilgotnych występuje łęg jesionowo-olszowy. Występują liczne rzadkie i chronione gatunki roślin, np. turzyca strunowa, fiołek torfowy, bagno zwyczajne, rosiczka okrągłolistna, nerecznica grzebieniasta, pływacz drobny, błyszcze włoskowate i 5 gatunków widłaków.
Utworzony w celu ochrony torfowisk przejściowych, które obecnie zajmują około 27 ha. Powstawały one podczas zarastania jeziora Płociczno przez mszary (obecnie jezioro zajmuje powierzchnię około hektara). Na torfowiskach rozwinęły się populacje wielu owadów i płazów chronionych. Poza terenem podmokłym wykształciły się bory sosnowe. Na lata 2005–2024 zaplanowano program udoskonalenia ochrony rezerwatu.
Obszar rezerwatu podlega ochronie ścisłej, czynnej i krajobrazowej.